# Lycocerus
Lycocerus is een geslacht van kevers uit de familie van de soldaatjes (Cantharidae). De wetenschappelijke naam van het geslacht werd in 1986 gepubliceerd door Henry Stephen Gorham.
Lycocerus is een van de grootste geslachten uit de familie van de soldaatjes, met meer dan 300 beschreven soorten. Ze komt voor in Azië, in het oriëntaals gebied en het oosten van het palearctisch gebied.

## Soorten
- Lycocerus adusticollis
- Lycocerus aegrotus
- Lycocerus akemiae
- Lycocerus alpicolus
- Lycocerus arisanensis
- Lycocerus asperipennis
- Lycocerus attristatus
- Lycocerus babai
- Lycocerus brancuccii
- Lycocerus canthariformis
- Lycocerus chosokeiensis
- Lycocerus chujoi
- Lycocerus costulatus
- Lycocerus daitoensis
- Lycocerus dimorphus
- Lycocerus flavimarginalis
- Lycocerus guerryi
  - Lycocerus guerryi atroapicipennis
  - Lycocerus guerryi guerryi
- Lycocerus hanatanii
- Lycocerus hansi
- Lycocerus hasegawai
- Lycocerus hiroshii
- Lycocerus hokiensis
- Lycocerus infuscatus
- Lycocerus insulsus
  - Lycocerus insulsus lewisi
- Lycocerus ishiharai
- Lycocerus japonicus
- Lycocerus jejuensis
- Lycocerus jendeki
- Lycocerus kejvali
- Lycocerus kerzhneri
- Lycocerus kunigamiensis
- Lycocerus lineatipennis
- Lycocerus maculielytris
- Lycocerus maculithorax
- Lycocerus magnius
- Lycocerus masatakai
- Lycocerus matsunagai
- Lycocerus miekoae
- Lycocerus nakanei
- Lycocerus nigerrimus
- Lycocerus nigricollis
- Lycocerus nigrimembris
- Lycocerus oedemeroides
- Lycocerus okabei
- Lycocerus okinawanus
- Lycocerus okuyugawaranus
- Lycocerus orientalis
- Lycocerus pictus
- Lycocerus plebejus
- Lycocerus pluricostatus
- Lycocerus rufocapitatus
- Lycocerus ryukyuanus
- Lycocerus satoi
- Lycocerus shikokensis
- Lycocerus striatus
- Lycocerus suturellus
  - Lycocerus suturellus izuensis
  - Lycocerus suturellus luteipennis
  - Lycocerus suturellus suturellus
- Lycocerus svatopluki
- Lycocerus teruhisai
- Lycocerus tobiranus
- Lycocerus tsuyukii
- Lycocerus ueharaensis
- Lycocerus vitellinus
- Lycocerus watanabei
- Lycocerus wittmeri
- Lycocerus xanthopus
- Lycocerus yaeyamanus
- Lycocerus yamatensis
- Lycocerus yato
- Lycocerus yonaensis